# Ryosuke Iwasa
Ryosuke Iwasa (岩佐 亮佑, Iwasa Ryōsuke) est un boxeur japonais né le 26 décembre 1989 à Kashiwa.

## Carrière
Passé professionnel en 2008, il devient champion du monde des poids super-coqs IBF  le 13 septembre 2017 après sa victoire par arrêt de l'arbitre au 6e round contre Yukinori Oguni. Iwasa conserve son titre le 1er mars 2018 en battant aux points Ernesto Saulong puis le perd le 16 août suivant contre l'australien TJ Doheny.

## Référence
1. ↑  (en) Ryosuke Iwasa stops Yukinori Oguni, Kosei Tanaka retains despite knockdown (badlefthook.com)